# Rio Clocociov
O Rio Clocociov é um rio da Romênia, afluente do Olt, localizado no distrito de Olt.